# Mandelmanns gård
Mandelmanns gård är en dokumentärserie på TV4 som hade premiär den 12 januari 2017. I programmet får man följa familjen Mandelmann som äger den kravmärkta gården Djupadal i Rörums socken i Skåne. Avsnitten följer årstiderna och dess arbetssysslor. Programmet vann tre priser under Kristallen 2017, för årets TV-program, årets livsstilsprogram och Gustav och Marie vann priset för årets tv-personlighet för sin medverkan i serien. Under 2020 vann programmet i kategorin årets livsstilsprogram.
Serien har fått flera uppföljande säsonger, och den fjärde säsongen hade premiär på TV4 den 7 januari 2020.